# Aprostocetus tenuis
Aprostocetus tenuis är en stekelart som beskrevs av Girault 1915. Aprostocetus tenuis ingår i släktet Aprostocetus och familjen finglanssteklar. Inga underarter finns listade i Catalogue of Life.